# Куций Леонід Миронович
Ку́ций Леоні́д Миро́нович нар. 1940, с. Великий Лазучин Теофіпольського району Хмельницької області — український поет-гуморист, сатирик, публіцист. Член Національної спілки письменників України з 2003 р.

## Біографія
Народився 12 листопада 1940 р. у с. Великий Лазучин Теофіпольського району Хмельницької області в сім'ї колгоспників. Після закінчення в 1957 р. Базалійської середньої школи розпочав трудову діяльність обліковцем на тваринницькій фермі колгоспу «Нове життя» в рідному селі. У 1958 р. вступив у Новоград-Волинське авіаційне військове училище. Звідси переведений у Вольське авіаційне військове технічне училище, яке закінчив у 1961 році. Проходив службу на офіцерських засадах Збройних Сил СРСР. Закінчив Московську військову політичну академію (1977). Служив на посадах заступника начальника командного пункту ракетної дивізії, заступника командира військової бази, заступника командира експериментальної випробувальної частини ракетно-космічного управління Південного полігону, заступника командира ракетного полку стратегічного призначення, заступника начальника школи прапорщиків у навчальному центрі РВСП.
Після звільнення із збройних сил у 1985 р. у званні підполковник — на педагогічній роботі в училищі цивільної авіації, в автомобільній школі з підготовки водіїв-механіків пересувних ракетних комплексів.
Закінчивши Вищі центральні ордена Червоної Зірки курси Цивільної оборони, працював викладачем на обласних та республіканських курсах ЦО при Управлінні з питань надзвичайних ситуацій та у справах захисту населення від наслідків Чорнобильської катастрофи Вінницької облдержадміністрації.
З 2002 по 2007 рік — на посаді помічника народного депутата України. З 2008 року — на творчій роботії.

## Літературна діяльність
Автор півтора десятка гумористичних, сатиричних і ліричних поетичних збірок, а також книг для дітей. Серед основних — «Вуха без капелюха» (1995), «Замакітрений макогін» (1998), «Веселий Петрик» (2000), «Дебільний осел» (2000), «Калікографія» (2001), «Двоюрідна кума» (2001), «Колоски» (2002), «Тези на протезах» (2003), «Бараняча цидула» (2004), «Відгомін епохи» (2004), «Персонажі без камуфляжів» (2006), «Милосердна киця» (2008), «Струни серця» (2008, у співавторстві з композитором Колотієм В. П.), «Статури з натури» (2009), «Як величати?» (2011), «Анкета від шкета» (2013), «Стежина долі» (2013).
Численні публікації у періодиці — журналі «Перець», газетах «Віта», «Гаківщина», «Камертон», «Вінниччина», «Громада і закон» та ін.
| | Підсумком творчої діяльності Леоніда Куцого в 1995 – 2005 роках стала книга вибраних творів «Персонажі без камуфляжів», видана у Вінниці. Вона свідчить, що автор справді відбувся як письменник. Леонід Куций у своїй творчості тяжіє до узагальнених, типових образів сучасності. Сатира і гумор письменника зриває з «героїв» наших днів їхні маскувальні камуфляжі, оголює суть, показує справжні обличчя й натури, аби ми таки впізнали їх, дали їм оцінку по заслузі |
| — Василь Горбатюк, директор Хмельницького обласного літературного музею, голова Хмельницької обласної організації Національної спілки письменників України | |

Член НСПУ (з квітня 2003 р.), член НСЖУ (з 2001 р.), член Всеукраїнської асоціації письменників сатириків-гумористів «Весела Січ», керівник (курінний отаман) Вінницького куреня гумористів імені Степана Руданського (з 2006 р).

## Нагороди і почесні звання
- Всеукраїнська літературно-мистецька премія імені Степана Руданського (1997);
- лауреат сміхопису міжнародної Асоціації сатириків і гумористів «Весела Січ»;
- дипломант Всеукраїнського конкурсу «Байка-2001»[1];
- Всеукраїнська літературно-мистецька премія імені Євгена Гуцала (2011)[8];
- Літературно-мистецька премія «Кришталева вишня» (2015);[9]
- Всеукраїнська літературна премія імені Степана Олійника (за книгу сатири і гумору «Золоті яйця»)[10];
- Літературно-мистецька премія імені Володимира Забаштанського (2024).